# Zach Wilson
Zachary Kapono „Zach“ Wilson (geboren am 3. August 1999 in Draper, Utah) ist ein US-amerikanischer American-Football-Spieler auf der Position des Quarterbacks. Er spielt für die Miami Dolphins in der National Football League. Zuvor spielte er College Football für die BYU Cougars und wurde im NFL Draft 2021 an zweiter Stelle von den New York Jets ausgewählt. Anschließend spielte Wilson auch für die Denver Broncos.

## Highschool
Wilson besuchte die Corner Canyon High School in Draper, Utah. Als Senior warf er für 2986 Yards und 24 Touchdowns. Zudem lief er für 752 Yards und acht Touchdowns. Er entschied sich an der Brigham Young University (BYU) in Utah für die BYU Cougars College Football zu spielen. Er erhielt außerdem Angebote von Boise State, California, Iowa, Minnesota, Oregon State, Syracuse, Utah State, Hawaii, Fresno State, Nevada, Rice, Idaho, Weber State und Colorado State.

## College
In seinem ersten Jahr für BYU 2018 spielte Wilson neun Spiele und startete sieben davon. Seinen ersten Start machte er gegen Hawaii und wurde der jüngste Quarterback, der jemals für BYU startete. Am Ende der Saison komplettierte er 120 von 182 Pässen (65,93 %) für 1578 Yards sowie zwölf Touchdowns und drei Interceptions. Er wurde zum MVP des 2018 Famous Idaho Potato Bowl gewählt, nachdem er alle seiner 18 Pässe an den Mann brachte und für 317 Yards sowie vier Touchdowns warf.
In seiner zweiten Saison startete er neun Spiele, er komplettierte 199 seiner 319 Pässe (62,38 %) für 2382 Yards sowie elf Touchdowns und neun Interceptions.
2020 bestritt er als Starting Quarterback von BYU sein drittes Jahr. Er führte sein Team in den ersten neun Saisonspielen zu einer 9-0 Bilanz; in der Woche danach wurden die College Rankings veröffentlicht. Obwohl BYU in den AP-Rankings Platz 8 belegte, wurden sie in den offiziellen Rankings auf Platz 14 gesetzt, was große Kritik auslöste. Aufgrund von positiven COVID-19-Erkrankungen von Spielern der Liberty Flames spielte Wilson mit den Cougars gegen Coastal Carolina, welche damals auf Platz 18 gerankt waren. Sie verloren das Spiel mit 17:22. Bei ablaufender Uhr wurde der Pass ein Yard vor der Endzone von Coastal Carolina gestoppt und BYU verlor, weshalb sie daraufhin auf Platz 18 gerankt wurden. Nach einem Sieg gegen die San Diego State Aztecs wurde BYU mit einer Bilanz von 10-1 zu dem Boca Raton Bowl gegen UCF eingeladen. Den Bowl konnte Wilson mit den Cougars 49:23 gewinnen. In dieser Partie konnte er für 425 Yards und drei Touchdowns werfen sowie zwei Touchdowns erlaufen. Aufgrund seiner herausragenden Leistungen wurde er als Offensive MVP des Boca Raton Bowl ausgezeichnet. In der Saison brachte Wilson 247 von 336 Pässen (73,51 %) für 3692 Yards sowie 33 Touchdowns und drei Interceptions an. Zudem konnte er 10 Touchdowns erlaufen. Er erreichte den achten Platz bei der Wahl zur Heisman Trophy, die den besten Spieler von allen Colleges auszeichnet.
Am 1. Januar 2021 kündigte Wilson an, sich für den NFL Draft 2021 anzumelden und auf sein letztes Jahr im College zu verzichten.

### College-Statistiken
| Saison   | Team | Spiele | Passspiel | Passspiel | Passspiel | Passspiel | Passspiel | Laufspiel | Laufspiel | Laufspiel | Laufspiel |
| Saison   | Team | Spiele | Comp-Att  | Comp%     | Yards     | TD        | INT       | Att       | Yards     | Avg       | TD        |
| -------- | ---- | ------ | --------- | --------- | --------- | --------- | --------- | --------- | --------- | --------- | --------- |
| 2018     | BYU  | 9      | 120–182   | 65,9      | 1.578     | 12        | 3         | 75        | 221       | 2,9       | 2         |
| 2019     | BYU  | 9      | 199–319   | 62,4      | 2.382     | 11        | 9         | 67        | 167       | 2,5       | 3         |
| 2020     | BYU  | 12     | 247–336   | 73,5      | 3.692     | 33        | 3         | 70        | 254       | 3,6       | 10        |
| Karriere | BYU  | 30     | 566–837   | 67,6      | 7652      | 56        | 15        | 212       | 642       | 3,0       | 15        |

Quelle: ESPN

## NFL
Zach Wilson wurde beim NFL Draft 2021 von den New York Jets mit dem zweiten Pick ausgewählt. Er unterschrieb erst am 29. Juli 2021 seinen Vierjahresvertrag mit einer Teamoption für ein fünftes Jahr, wodurch er zwei Tage des Trainingscamps verpasste.
Er gab sein NFL-Debüt am ersten Spieltag gegen die Carolina Panthers. Bei der 14:19-Niederlage konnte er 20 von 37 Pässen für 258 Yards sowie zwei Touchdowns bei einer Interception anbringen. In Woche 2 warf er bei der 6:25-Niederlage gegen die New England Patriots vier Interceptions, davon bereits zwei in seinen ersten beiden Passversuchen. In Woche 4 konnte er seinen ersten Sieg in der NFL erzielen, die Jets gewannen mit 27:24 gegen die Tennessee Titans in Overtime. In diesem Spiel konnte Wilson 21 von 34 Pässen für 297 Yards und zwei Touchdowns sowie eine Interception vervollständigen, darunter auch ein 53-Yard-Touchdown auf Corey Davis. In Woche 7 verletzte er sich beim Spiel gegen die New England Patriots nach einem Hit von Matthew Judon, wodurch er die nächsten vier Spiele verletzungsbedingt verpasste und von Mike White sowie Joe Flacco vertreten wurde. Nach seiner Verletzungspause zeigte er sich in verbesserter Form, so warf er in den letzten fünf Spielen keine Interception mehr. In Woche 16 gewann er sein letztes Spiel in der Saison 2021 mit einem 26:21 gegen die Jacksonville Jaguars. Dabei konnte er im ersten Viertel einen Touchdown für 52 Yards erlaufen. Er beendete die Saison mit 212 angebrachten Pässen bei 383 Passversuchen. Dazu warf er noch neun Touchdowns und elf Interceptions.
Im April 2024 gaben die Jets Wilson und einen Siebtrundenpick 2024 im Austausch gegen einen Sechstrundenpick 2024 an die Denver Broncos ab.
Im März 2025 nahmen die Miami Dolphins Wilson unter Vertrag.

### NFL-Statistiken
| Saison | Team   | Spiele       | Spiele       | Passing      | Passing      | Passing      | Passing      | Passing      | Passing      | Rushing      | Rushing      | Rushing      | Rushing      |
| Saison | Team   | Spiele       | als Starter  | Comp-Att     | Comp%        | Yards        | TD           | INT          | QB Rtg       | Att          | Yards        | Avg          | TD           |
| ------ | ------ | ------------ | ------------ | ------------ | ------------ | ------------ | ------------ | ------------ | ------------ | ------------ | ------------ | ------------ | ------------ |
| 2021   | NYJ    | 13           | 13           | 213–383      | 55,6         | 2.234        | 9            | 11           | 69,7         | 29           | 185          | 6,4          | 4            |
| 2022   | NYJ    | 9            | 9            | 132–242      | 54,5         | 1.688        | 6            | 7            | 72,8         | 28           | 102          | 3,6          | 1            |
| 2023   | NYJ    | 12           | 11           | 221–368      | 60,1         | 2.271        | 8            | 7            | 77,2         | 36           | 211          | 5,9          | 0            |
| 2024   | DEN    | ohne Einsatz | ohne Einsatz | ohne Einsatz | ohne Einsatz | ohne Einsatz | ohne Einsatz | ohne Einsatz | ohne Einsatz | ohne Einsatz | ohne Einsatz | ohne Einsatz | ohne Einsatz |
| Gesamt | Gesamt | 34           | 33           | 566–993      | 57,0         | 6.293        | 23           | 25           | 73,2         | 93           | 498          | 5,4          | 5            |

Quelle: pro-football-reference.com